# Stanisławie (województwo kujawsko-pomorskie)
Stanisławie – (niem. Stenzelteich) wieś w Polsce położona w województwie kujawsko-pomorskim, w powiecie świeckim, w gminie Bukowiec.
W latach 1975–1998 miejscowość administracyjnie należała do województwa bydgoskiego.
W miejscowości znajduje się dwór oraz park, w którym rośnie daglezja zielona o obwodzie 198 cm uznana za pomnik przyrody. Dawniej był to folwark założony w 1822 roku na terenach odłączonych od Korytowa. Nazwa pochodzi od imienia Łebińskiego. W 1885 roku dziedzicem dóbr był Leopold Mieczkowski. W 1887 roku Leopold Mieczkowski, Dr Teodor Kalkstein, Stanisław Mieczkowski i Teodor Miodowicz oskarżeni zostali o nielegalną "polską kolonizację" w majątku Stanisławie. Oskarżeni zostali uniewinnieni w sierpniu 1888 roku. 
Rok później Mieczkowski sprzedał majątek landratowi i doktorowi filozofii Gustavowi Gerlich z Sulnowa. W 1894 roku właścicielem był Albin Blümel, który był też dyrektorem majątku Smogulec (powiat Wągrowiec). W 1937 roku, kiedy właścicielkami były Marie i Irene Blümel, majątek podległ przymusowej parcelacji.
Przy drodze z Łaszewa przy parku rosną dwa dęby szypułkowe o obwodach 296 i 380 cm (2012) uznane za pomnik przyrody.

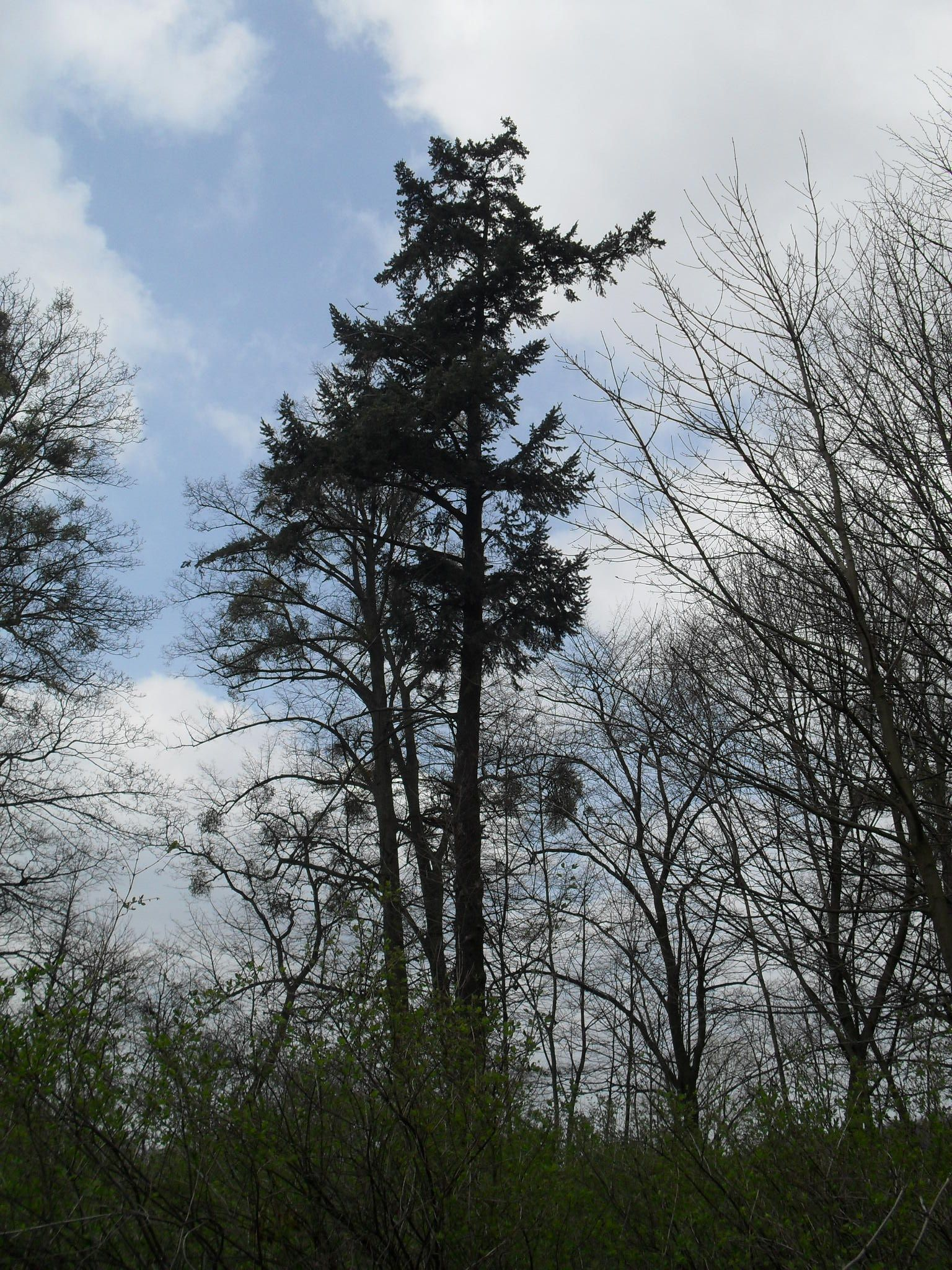
Daglezja zielona.

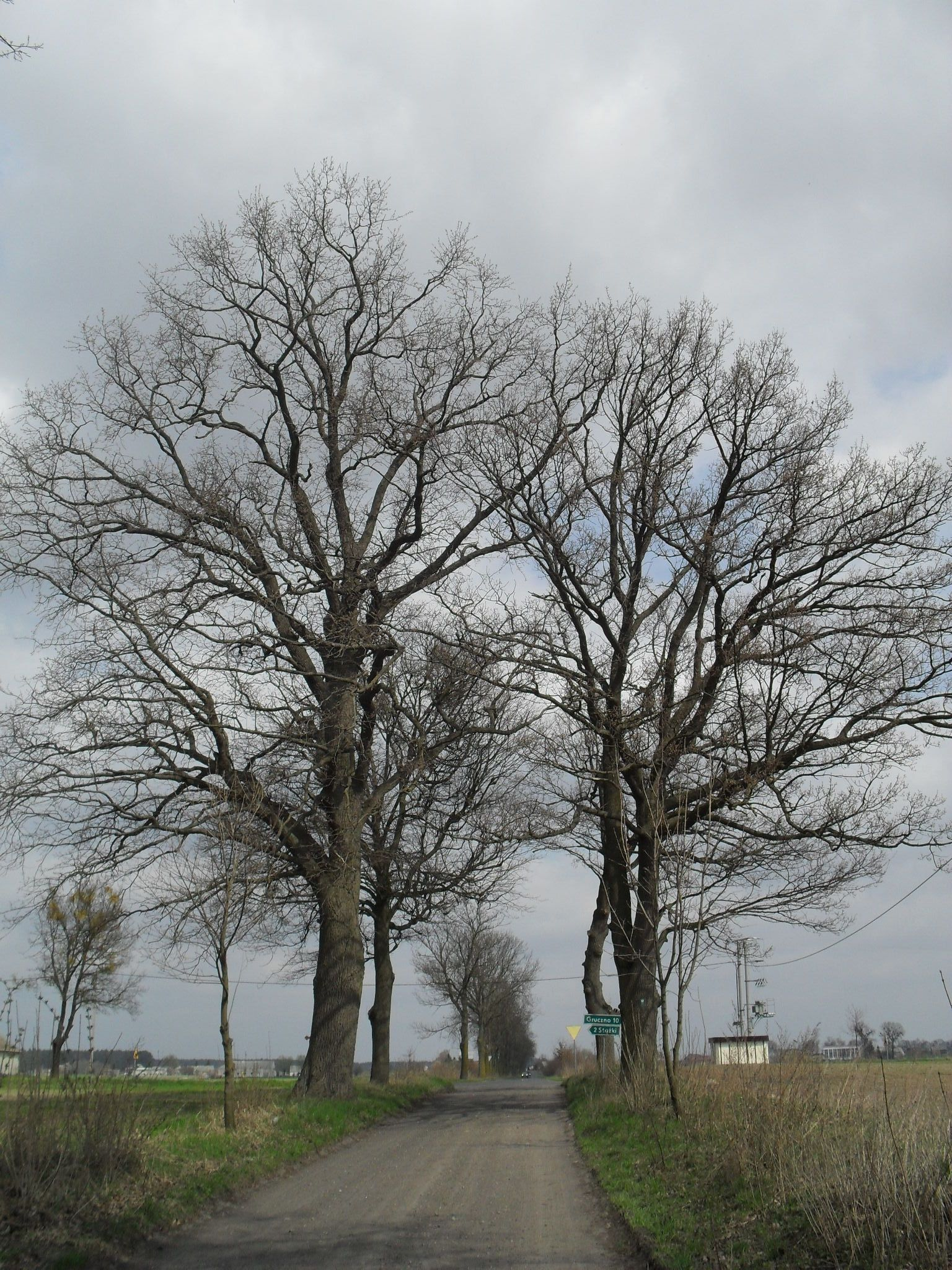
Dęby szypułkowe – pomnik przyrody.